# Laura Hecquet
Scènes principales
Opéra national de Paris
Laura Hecquet, née le 8 avril 1984 à Grande-Synthe, située à 6 kilomètres à l'ouest de Dunkerque,, est une danseuse française. Elle est étoile du ballet de l'Opéra de Paris.

## Les débuts
Laura Hecquet commence la danse  à l'âge de six ans à Grande-Synthe dans le cours de Bernadette Renou,.
En 1994, elle entre au Conservatoire National Régional de Paris pour six années d'études, avant d'intégrer en 2000 l'École de danse de l'Opéra national de Paris en deuxième division.

## Dans le ballet de l'Opéra de Paris
Engagée en 2002 à 18 ans dans le corps de ballet de l'Opéra de Paris, Laura Hecquet est promue coryphée en 2004 et sujet en 2005.

## Sur scène
Laura Hecquet danse, en tant que sujet, les rôles de Gamzatti dans La Bayadère, Myrtha dans Giselle, Clémence dans Raymonda, la Reine des Dryades dans Don Quichotte, le rôle-titre dans La Belle au bois dormant et Odette/Odile dans Le Lac des cygnes de Rudolf Noureev.
Elle interprète des rôles dans Genus de Wayne McGregor  en 2007 et dans La Source de Jean-Guillaume Bart en 2011.

## Récompenses
En 2006, Laura Hecquet remporte le Prix du Cercle Carpeaux et le Prix de l'AROP.

## Ascension dans le ballet de l'Opéra de Paris
Élève de l'ecole de danse, admise dans le corps de ballet en juillet 2002, Laura Hecquet est de la même promotion que Mathilde Froustey. 
Laura Hecquet, promue sujet en 2005 en même temps que Mathilde Froustey, reste sujet pendant plusieurs années. Ayant raté tous les concours de promotion de 2006 à 2012, les deux danseuses de l'Opéra de Paris sont des compagnons de route.
À partir de 2012, Laura Hecquet travaille avec Agnès Letestu. Agnès Letestu, danseuse étoile qui a fait ses adieux en octobre 2013, aide Laura Hecquet non seulement pour les concours de promotion, mais également pour tous les rôles de soliste de la saison.
Mathilde Froustey quitte le corps de ballet de l'Opéra de Paris en été 2013 pour devenir danseuse étoile du San Francisco Ballet.
Laura Hecquet danse sur la scène du Palais Garnier La Belle au bois dormant à Noël 2013, Paquita en octobre 2014.
Dansant une très belle variation de l'Automne du ballet Les Quatre Saisons de Jerome Robbins, avec un grand sens du détail,  Laura Hecquet est classée première du concours interne du 6 décembre 2014, avant Héloïse Bourdon et Sae Eun Park. Ainsi, elle et promue première danseuse .

## Danseuse étoile
Laura Hecquet est nommée étoile le 23 mars 2015, à l'âge de 30 ans, deux semaines avant son anniversaire, à l'issue d'une représentation du Lac des cygnes de Rudolf Noureev. C'est la première nomination d'une danseuse étoile par le directeur de l'Opéra Stéphane Lissner sur proposition du directeur de la danse Benjamin Millepied.

## Décoration
- Commandeur de l'ordre des Arts et des Lettres (2025)[13]